# Elecciones generales de Japón de 1952
Las elecciones generales estuvieron aguantadas en Japón el 1 de octubre de 1952. El resultado era una victoria  para el Partido Liberal, el cual ganó 240 de los 466 asientos. La participación fue de 76.43%.
Las elecciones marcaron cambios importantes en el sistema político japonés. Primero el Partido Socialista de Japón tras los malos resultados obtenidos en las elecciones de 1949 acabaron estallando las diferencias entre las facciones más moderadas lideradas por Jōtarō Kawakami y las radicales bajo el liderazgo de Sanehiko Yamamoto y Mosaburō Suzuki. Ambas partes del socialismo acabaron dividiéndose y formando dos partidos: el Partido Socialista de Derecha (los moderados, socialdemócratas y centristas) y el Partido Socialista de Izquierda (comunistas y  marxistas-leninistas). Dentro del oficialista Partido Liberal las cosas no eran mejores, se presentaban ya tensiones entre el sector del partido que apoyaba al Primer Ministro Shigeru Yoshida y la oposición interna de Ichirō Hatoyama antiguo líder en las elecciones de 1946.
Las fracturas internas dentro del socialismo y el liberalismo permitieron la consolidación del Partido Reformista heredero del antiguo Partido Democrático como fuerza de peso en el espectro político nipón. Comparando sus resultados con las anteriores elecciones se registró un aumento de millón seiscientos mil votos y 15 escaños. Aunque en votos el ganador fue el Partido Liberal este perdió 29 escaños y se quedó a 6 de perder su mayoría legislativa. Mientras que si el socialismo hubiera concurrido unido a estas elecciones habrían conseguido 21.24% de los votos un aumento de 7.73% comparado con los anteriores comicios.
Aunque Shigeru Yoshida siguió como primer ministro acabaría perdiendo la mayoría legislativa tras una moción de censura el 14 de marzo de 1953 tras la deserción de 22 miembros del Partido Liberal liderados por Ichirō Hatoyama más el voto del socialismo dividido, el reformismo, algunos independientes y otros partidos, lo que acabaría precipitando elecciones anticipadas en abril de ese mismo año.

## Desarrollo
Esta es la primera elección general celebrada en virtud de la Ley Electoral de las Oficinas Públicas promulgada en 1950 con el objetivo de integrar la antigua Ley Electoral de la Cámara de Representantes con la ley electoral de los miembros de la Cámara de Consejeros e introducir un sistema electoral público para los jefes de gobierno local y miembros de la Junta de Educación (el sistema electoral público de la Junta de Educación fue abolido en 1956).

## Resultados
|  | 47.57 % |

|  | 18.26 % |

|  | 11.48 % |

|  | 9.76 % |

|  | 2.54 % |

|  | 0.74 % |

|  | 2.69 % |

|  | 6.95 % |

|  | 98.84 % |

|  | 1.16 % |

|  | 100.00 % |

|  | 76.43 % |